# Gary Numan
Gary Numan (de nom real Gary Webb) (Hammersmith, Londres, 8 March 1958) és un músic anglès, relacionat sobretot amb diferents estils de música electrònica. Està en actiu des de finals dels anys 70, i continua component material; un nou àlbum, que hauria de ser publicat durant l'any 2009, es troba actualment en fase de preparació. Numan és conegut especialment per un dels seus grans èxits, "Cars", que arribà al número 1 de les llistes britàniques l'any 1979.

## Biografia

### Part 1: Del punk al synth-pop

#### Inicis: Bandes prèvies i debut discogràfic
Gary Numan començà la seva carrera musical amb dos grups de música punk, "Mean Street" i "The Lasers"; posteriorment formà "Tubway Army" amb el baixista dels Lasers, Paul Gardiner i el bateria Bob Simmonds. Les influències futuristes dels tres músics els portaren a utilitzar pseudònims amb aquestes connotacions; així, s'autoanomenaven Valerian, Scarlett i Rael, respectivament. Al cap de poc d'iniciar el grup les seves activitats, el bateria Simmonds se'n separà i fou reemplaçat per Jess Lidyard, oncle de Numan.
Les seves primeres cançons ("That's too Bad" i "Bombers") foren editades en format senzill al segell discogràfic Beggars Banquet, així com el seu primer àlbum, Tubeway Army, on Numan presentava el seu estil: lletres influïdes per novel·les de ciència-ficció i melodies del seu primer sintetitzador, el famós Minimoog. Numan descobrí el Minimoog de manera totalment casual: un grup n'havia llogat un per a unes sessions d'enregistrament i se'l deixaren oblidat als estudis londinencs Spaceward, on Tubeway Army enregistraven el seu primer disc. Tot i que poc després l'empresa propietària el reclamà, Numan tingué prou temps per descobrir les seves possibilitats sonores.

#### Cap a l'èxit per la via de l'electrònica
Al març de 1979 aparegué el seu tercer senzill, "Down in the Park", que, tot i que no pogué entrar a les llistes d'èxits, ha esdevingut un dels seus temes més populars entre la seva creixent base d'afeccionats; l'expectació creada va servir perquè el seu següent senzill, "Are 'Friends' electric?", arribés al número 1 al mes de maig, posició on va romandre durant quatre setmanes. El seu segon disc, Replicas, amb un so notablement més electrònic i publicat sota el nom de "Gary Numan and the Tubeway Army", també arribà al número 1.
Per al seu següent àlbum, Numan decidí d'experimentar i, veient la importància que els sintetitzadors estaven adquirint a l'escena musical pop del moment, va prescindir momentàniament de les guitarres per donar entrada a nous models com el Polymoog mentre continuava escrivint històries sobre ciència-ficció, alienació i desesperança, interpretades encara amb Gardiner al baix, però amb Cedric Sharplay com a bateria i amb la col·laboració de Christopher Payne als teclats i la viola. El primer senzill, "Cars", pujà ràpidament fins al número 1 britànic i al Top 10 nord-americà (de fet, va ser el seu únic gran èxit als Estats Units); aquest èxit va impulsar les vendes del seu següent disc, The Pleasure Principle (que, com "Cars", fou publicat a nom de Gary Numan), que al mes de setembre de 1979 donà a Numan el seu tercer número 1 consecutiu. Posteriorment "Complex" (en opinió de molts, una de les primeres balades electròniques) entrà també al Top 10 britànic.
Per promocionar el disc, Numan inicià la seva primera gran gira mundial, que començà a la tardor de 1979 a l'Apollo de Glasgow i que el portà a recórrer el Regne Unit i, a principis de 1980, els Estats Units, Europa, Japó i fins i tot Nova Zelanda i Austràlia. Els concerts d'aquesta gira foren publicats posteriorment en forma de discos dobles en directe, anomenats Living Ornaments '79 i Living Ornaments '80, tots dos apareguts l'any 1981. Numan s'havia convertit en una estrella mediàtica a nivell mundial, i li començaren a caure algunes acusacions d'ostentació i divisme; per exemple, el grup Yes compongué la cançó satírica "White Car", basada en l'hàbit de Numan de passejar-se per Londres en un Chevrolet Corvette blanc que li havia regalat la seva discogràfica.

#### Una decisió sorprenent
Després de la gira de 1979 i 1980, Numan tornà als estudis per enregistrar nou material, novament amb predomini dels sintetitzadors però recuperant les guitarres i escrivint lletres més personals, apartant-se una mica de les temàtiques de ciència-ficció que havien predominat als seus discos anteriors: "We are glass", publicada al mes de maig de 1980, expressava la fragilitat i les pors que Numan sentia arran del seu salt cap a la fama i l'èxit, mentre amb "I die: You die" (agost de 1980) el músic atacava els mitjans i la crítica, que (amb poques excepcions) dedicà a Numan qualificatius molt durs durant quasi tota la seva carrera, incloent-hi els seus períodes de màxima popularitat. Tots dos senzills mostraven el nou estil de Numan (guitarres agressives, teclats melòdics i ritmes accelerats) i entraren al Top 10 britànic (números 5 i 6, respectivament).
Després de les sessions d'enregistrament del seu nou disc, Telekon (que, publicat al mes de setembre, constituí el seu tercer número 1 britànic), Numan va fer pública a principis de 1981 la sorprenent (i efímera) decisió de deixar els escenaris i passar únicament a publicar àlbums enregistrats en estudi. Les raons que Numan adduí per explicar-la estaven basades en la pressió psicològica que sentia a conseqüència del seu èxit, que estava a punt de provocar-li una depressió; el seu tercer senzill, "This wreckage" (20), expressa de manera metafòrica els seus sentiments. Tot i que només un any després va desdir-se'n i tornà a fer gires, aquesta decisió va afectar molt negativament a la seva popularitat, que no tornaria mai a ser la mateixa.
Així doncs, després de la gira de presentació de "Telekon", anomenada Teletour, Numan oferí tres concerts especials per acomiadar-se dels seus fans i per presentar nous temes que estava preparant per al seu següent disc. Aquests concerts finals tingueren lloc a l'estadi de Wembley i reberen el nom de "Wembley Farewell Shows"; l'últim d'ells, interpretat el dia 28 d'abril de 1981, fou editat posteriorment per Beggars Banquet amb el nom de Living Ornaments '81.

#### DeDancefins aI, assassin
Cinc mesos després dels concerts a Wembley, Numan publicà el seu següent àlbum, Dance, irònic títol per al seu disc més abstracte i experimental. Aparegut al mes de setembre, en l'aspecte líric "Dance" s'aparta encara més de la temàtica futurista dels seus primers discos, mentre musicalment Numan hi explora nous gèneres com el jazz o el funk. Tot i que el seu (únic) senzill, "She's got claws", tingué una rebuda molt positiva (arribà al número 6 britànic), "Dance" baixà ràpidament de posicions, amb 60000 còpies venudes en total. Per a aquest disc, Numan comptà amb la col·laboració de músics com Mick Karn (del grup Japan) o Roger Taylor, el bateria de Queen.
Durant aquesta època, Numan va aprofitar per obtenir la llicència de pilot d'aviació, un dels seus grans somnis. Però aquesta afició li portà problemes: va estar a punt de costar-li la vida en un accident i, l'any 1982, durant una volta al món va ser arrestat a l'Índia acusat d'espionatge. Tot i que l'actuació de les autoritats diplomàtiques de la Gran Bretanya fou ràpida, Numan i el seu pilot supervisor van haver de passar quatre dies tancats a un calabòs.
Ja abans d'iniciar les sessions del seu següent disc, Numan va començar a reconsiderar la seva decisió de deixar els concerts. I, assassin, aparegut per setembre del 1982, continuava l'esperit funky que ja mostraven alguns temes del seu disc anterior, "Dance". Si bé els seus senzills ("White boys and heroes", "We take mystery (To bed)" i "Music for chameleons") entraren al Top 20 britànic, en xifres de vendes "I, assassin" constituí un retrocés. Per promocionar el disc, Numan inicià una gira per clubs nord-americans com a preludi al seu retorn a gran escala als escenaris, que es produí a la tardor de 1983.

#### Canvis d'estil i de discogràfiques
Warriors, el següent disc de Numan, vingué acompanyat d'una extensa gira de 40 concerts a Gran Bretanya, on mostrà un so i una posada en escena més agressius i futuristes, com en les gires de 1979 i 1980, i la seva nova imatge, tenyit de ros i amb un vestuari inspirat en la pel·lícula Mad Max. "Warriors" (més atmosfèric i orientat cap al jazz que "I, Assassin") fou l'últim disc de Numan amb el segell Beggars Banquet, amb qui tingué uns enfrontaments que el portaren a crear la seva pròpia discogràfica, Numa. Les sessions d'enregistrament de "Warriors" foren tenses: per primera vegada, Numan treballà amb un co-productor, el guitarrista Bill Nelson, però per diferències artístiques Nelson deixà el projecte a mig acabar i demanà no aparèixer als crèdits finals del disc. En certs aspectes, Numan es reivindicà amb "Warriors", pel seu augment de vendes i l'acció dels seus senzills ("Warriors" i "Sister surprise" entraren al Top 40).
1984 fou l'any de Berserker, el primer disc de Numan publicat al seu propi segell. El resultat final va desmarcar-se de l'atmosfera dels discos anteriors, per presentar un so més dur i fred: les guitarres tenen reminiscències del heavy metal i la part electrònica mostra els primers experiments de Numan amb els samplers i els sintetitzadors digitals, en concret amb el PPG Wave. La fredor que Numan volia reflectir amb la seva música vingué també acompanyada d'una imatge renovada, amb maquillatge blanc i llavis i cabell amb tonalitats blaves. Però aquests canvis no foren rebuts positivament pel públic: l'àlbum no entrà al Top 40 i el seu senzill més reeixit fou, justament, "Berserker", que es quedà al lloc 32. L'àlbum també inclou una cançó ("A child with the ghost") dedicada al seu amic i ex-baixista Paul Gardiner, mort per una sobredosi d'heroïna aquell mateix any.
També l'any 1984, Beggars Banquet publicà The Plan, una recopilació de material de Numan anterior a 1978 i, per tant, emmarcada dins de la seva època punk.
Durant els següents anys Numan modificà en repetides ocasions la seva imatge i el seu estil, sense que cap d'aquests intents no pogués fer-lo tornar als nivells d'èxit dels seus primers àlbums. Malgrat que The Fury, aparegut el 1985, aconseguí millorar els resultats de "Berserker", ni Strange Charm (l'últim disc de Numan al seu segell discogràfic) el 1986, ni Metal Rhythm el 1988 (aparegut al segell IRS) no van atreure més atenció que la dels seus devots -anomenats Numanoids-, si bé van aconseguir crítiques més positives. L'únic senzill que tragué bons resultats comercials fou "Change your mind" (17), compost juntament amb Bill Sharpe i aparegut al disc conjunt Automatic (1989). Tanmateix, Outland (1991) i Machine + Soul (aquest últim, editat en 1992 al ressuscitat segell Numa) seguiren la tendència a la baixa dels discos anteriors. Durant aquest període, Numan va compondre amb Michael R. Smith la banda sonora de la pel·lícula "The Unborn", estrenada l'any 1991; el disc amb aquest material (anomenat Human) aparegué quatre anys més tard.

### Part 2: Del synth-pop al rock industrial

#### Ressorgiment
Les coses començaren a canviar per a Gary Numan a mitjans de la dècada de 1990. El seu següent àlbum, Sacrifice, va mostrar un canvi radical en la seva música: Numan deixà enrere les seves obsessions amb la ciència-ficció per crear un disc dur, obscur i quasi sinistre, on expressava el seu ateisme. Just en aquella època es produí l'ascens a la fama de nous grups que barrejaven l'agressivitat del rock amb l'experimentació i els sons típics de la música electrònica més radical, com Nine Inch Nails, que consideraven Numan com una de les seves principals influències.
Numan va casar-se l'any 1997 amb una membre del seu club de fans; així, la seva vida personal i la seva carrera musical ascendien paral·lelament: la seva reputació augmentava gradualment amb cada nou disc i, alhora, més i més grups i artistes (Smashing Pumpkins, Moby i Dave Grohl, entre molts d'altres) reconeixien la seva influència. Exile (1997) i Pure (2000) foren els seus dos següents discos, on Numan continuava aprofundint en el nou estil industrial que li havia retornat el reconeixement crític i el favor del públic; per promocionar "Pure", Numan va iniciar una gira de concerts als Estats Units.

#### Confirmació
Després de l'edició de "Pure" Numan va dedicar-se a col·laborar amb altres artistes, sovint intervenint en versions de les seves pròpies cançons, com en el cas de Fear Factory, que enregistraren una versió de "Cars", o participant en nous temes, com el cas de "Crazier" (acreditat a Gary Numan vs Rico) el 2003, un any després que el seu nou senzill, "Rip", entrés al Top 30.
La seva influència, però, no es limitava a grups i artistes de rock, sinó que també abastava gèneres de música electrònica com el dance o el synthpop contemporani: Basement Jaxx inclogueren un sample del tema "M.E." (inclòs a "The Pleasure Principle") al seu èxit del 2002 "Where's your head at?". El grup femení Sugababes va tenir un gran èxit el 2003 amb el tema "Freak like me", una versió de la peça d'Adina Howard basada en un sample d'un dels primers èxits de Numan, "Are 'Friends' electric?". També l'any 2003, Numan contribuí vocalment al tema "Pray for you" (del grup Plump DJs).
Però "Cars" continuà sent la seva cançó per excel·lència; ja l'any 1996 havia estat utilitzada com a sintonia d'un anunci de cervesa, i Armand van Helden la samplejà al seu èxit "Koochy". Marilyn Manson i Afrika Bambaataa realitzaren sengles versions de "Metal", un altre tema del disc "The Pleasure Principle". Aquest últim artista arribà a dir (en unes declaracions recollides al llibret de la reedició d'"I, Assassin"): "Gary Numan tenia els ritmes que els DJs volien i la gent esperava els seus discos a la pista de ball".

#### Projectes diversos
La col·laboració amb Rico donà com a resultat un nou disc anomenat Hybrid (2003), amb alguns dels seus grans èxits però remesclats i reinterpretats amb l'estil industrial que va retornar-li la credibilitat. Un any després, Numan tornà a crear un segell discogràfic propi, anomenat Mortal Records, on publicà una sèrie de DVDs en directe i, ja l'any 2006, el seu següent disc, Jagged, que aconseguí bones crítiques. Per promocionar-lo, Numan inicià una gira per Gran Bretanya i la resta d'Europa, abans de fer cap als Estats Units. Posteriorment va fer una mini-gira britànica basada en un dels seus discos clàssics, "Telekon".
El 2007 Numan va contribuir al primer disc en solitari del seu col·laborador Ade Fenton, anomenat "Artificial Perfect"; també anuncià l'inici d'una nova mini-gira britànica, en aquest cas basada en l'àlbum "Replicas" i els seus senzills. A més, va començar les sessions d'enregistrament del seu nou àlbum, que veurà la llum el 2009; amb anterioritat està previst el llançament de dos nous discos, "Jagged Edge" (una versió alternativa de "Jagged") i un CD amb material inèdit dels tres darrers àlbums, que porta el títol provisional de "Resurrection".
S'ha anunciat que per març del 2009 Numan farà tres concerts a Austràlia (per primera vegada des de 1980).

## Miscel·lània
- Tant Gary Numan com el seu pare i el seu germà (que ha col·laborat amb ell en alguns discos) són pilots d'aviació.

- Numan està casat i té tres fills: Paris, Raven i Echo.

- Numan pateix una forma suavitzada de la Síndrome d'Asperger.